# Cratere Agape
Agape è un cratere sulla superficie di Ariel.